# Bergafjärden
Bergafjärden är ett havsbad och en campingplats i Njurunda socken, c:a 17 km söder om Sundsvall. Den 800 meter långa sandstranden är långgrund. Här finns även en butik, en restaurang och en gästbrygga. 

Från 2015 avgränsar SCB här en småort.